# Stefano Cavallari
Pour les articles homonymes, voir Cavallari.
Stefano Cavallari (né le 31 mars 1978 à Asola dans la province de Mantoue en Lombardie) est un coureur cycliste italien. Il ne possède aucune victoire professionnelle.

## Palmarès

### Palmarès amateur
- 2001
  - Trophée Antonietto Rancilio
- 2002
  - Trofeo FPT Tapparo
  - Coppa Comune di Livraga
- 2003
  - Gran Premio Berco
  - Mémorial Amilcare Tronca
  - 7e étape du Tour de Vénétie et des Dolomites
  - 2e de la Targa Crocifisso

### Palmarès professionnel
- 2005
  - 3e de la Coppa Agostoni
- 2006
  - 2e de la Châteauroux Classic de l'Indre

## Classements mondiaux
| Année           | 2005 | 2006 | 2007 | 2008   |
| --------------- | ---- | ---- | ---- | ------ |
| UCI Europe Tour | 382e | 230e | 890e | 1 352e |